# 電腦中介傳播
電腦中介傳播(Computer-mediated Communication，CMC)又称计算机中介传播、计算机中介交流和计算机中介通信，在傳播學界又稱為電腦媒介傳播。電腦中介傳播就是利用電腦網路與連線的概念，將數位化的訊息、資料或資訊，在使用者之間互相交換與傳遞，以達成溝通的目的。 

## 定義與特性

##### 同步与异步通信
指網路上使用者們在傳遞訊息時，是否於同一時間點互動為區別，同步時馬上接收訊息並回覆（主要包括各种基于文本、音频和视频的在线聊天和会议系统）；因為網路具有儲存訊息的功能，因此使用者可在任何時間點接收作回覆，為异步，典型的形式包括电子邮件、网络论坛和邮件列表等。

#### 多向性(multidirectional)
指使用者在網路上不只可一對一傳遞訊息，也可以一對多傳遞訊息，稱為多向性

#### 超本文(hypertext)
尼爾森(Ted Nelson)於1965年提出超本文一詞，指的是在一網路空間中有許多各種資訊的節點，通過節點中的各種連結將使用者帶向有需求的網頁，節點也不一定是以文字的形式呈現，也可以是圖像，動畫，聲音等形式，如yahoo bing等搜尋引擎的首頁

#### 自動記錄(autometic recording)
指電腦將傳播互動紀錄儲存起來，使用者可隨時獲取互動過程的相關資料

#### 匿名性(anonymity)
在網路中，使用者可把真實身分隱藏，已進行較不受限制的傳播行為，匿名溝通中，使用者也可使用虛擬社會性別來進行互動，「泥巴」就是網路中可進行角色扮演的游戏之一

## 重要概念

#### 虛擬社群(virtual community)
意指在網路上因興趣,關係而由互相不認識的人所組成的網路社群,大致分為四種類型 
- 個人興趣
- 人際關係
- 幻想空間
- 交易功能

#### 自我揭露(self-disclosure)
將個人資料，想法及感覺透露給他人的行為，進而發展與對方親密關係的重要因素，自我揭露為一種目的導向行為，原因多以建立人際關係，形象展示，炫耀，自我呈現等

#### 互動性(interactivity)
指使用者在傳遞訊息之間的應對方式，拉法利(Rafaeli)主張互動性有三種層次
1. 無互動作用(non interactive) 指傳播者與對方互相傳遞訊息，訊息之間可以是無關的
2. 類互動性(quasi interactive)指傳遞訊息是為了回覆先前所接受的訊息內容
3. 應答式(responsive)指除了回應訊息外，在訊息形式上，皆以之前接受的訊息作為基礎進行回應

除了上述的三種層次外，學界對電腦中介傳播中的互動性的定義又大致分為三種面向
1. 人機互動(Human-Computer Interaction HCI)
人與電腦透過介面上的互動
人機介面設計的目標是希望讓使用者能夠選用此電腦系統完成任務或工作的工具
麥克米倫(McMillan)認為超連結(hyperlink)也是一種互動方式
2. 人際互動
人與人在訊息上的互動 例如:電子郵件、討論區、聊天室，乃至社群媒體等。
3. 本文內容互動
在已完成的文章下，以留言機智進行文章意涵修改或意見交流

## 相關理論

### 去線索理說(cues-filtered-out)
過去學者認為，電腦中介傳播無法傳遞社會情境線索，而有「去人性化」的傾向。Sproull & Kiesler於1986年提出「缺乏社會情境線索假說」，此假說認為，造成一切不平等地位的社會線索不會在此影響人們的媒介使用行為，因而電腦中介傳播是一個參與者地位平等的區域。
去人性化:你傳給對方訊息，可能是機器、狗，在跟你對話，你感覺不到人在跟你傳訊息，而有了去人性化的現象。

### 媒介豐富度理論(Information richness theory)
Trevino等人(1987)以豐富性來形容傳播系統對資訊的負載量，他們並將傳播管道分為貧乏與豐富兩類。此理論用來決定媒介豐富度的指標有下列四項：1 立即回饋的能力；2.是否可傳遞多重線索，如肢體語言；3.使用自然語言，如說話；4.媒介的個人化焦點。若傳播媒具備上述所有或大部分特質即為豐富媒體，反之則為貧乏媒體。
- 富媒:擁有比較多的資源，使聊天能更能了解訊息內容，也能降低不確定性，如面對面傳播
- 貧媒:比較適合明確性任務，如工作，文字訊息的互動，因此訊息也充滿不確定性，必須配合能夠傳遞豐富資訊的媒介，訊息才能快速的處理。

Daft & Lengel(1986)認為，豐富度最高的媒介是面對面傳播，因為它具有立即回饋功能，並能提供多重線索，且能以最自然的語言進行溝通。其次則為電話，電話的媒介豐富性雖缺乏肢體語言等的多重線索，但亦具備立即回饋能力，以最自然的語言進行溝通。第三則是屬於電腦傳中介傳播中的電子郵件，大部分的電子郵件皆使用自然語言，可快速提供回饋，但無法提供立即回饋。

### 社會臨場感理論(Social Presence Theory)
社會臨場感理論認為，媒介越能傳遞多方面訊息，越能使人有置身現場的感覺，因而其社會臨場感越高。由於電腦輔助溝通是以傳播訊息為主的媒介，因而相當多豐富的人際非語言傳輸過程中被損耗（吳殊蒨，1996）。因此，電腦中介傳播一直被歸類為低社會臨場感的媒介。然而，隨著資訊科技的進步，經由電腦中介傳播的訊息不再只侷限於文字，亦能進行影像、聲音的傳遞，因而電腦中介傳播已不能被粗略的劃分為低社會臨場感的傳播媒介。
例如:你傳訊息給對方時，他馬上已讀你，你就感覺對方存在感很強烈，這就是高社會臨場感，但對方如果沒有馬上回你，就感覺不到對方的存在，就是低社會臨場感。
缺乏社會脈絡線索理論為上述理論之假設，此理論假設社會脈絡線索，（例如性別，年齡，種族）越多，使用者受到的規範就會越多，但缺乏社會脈絡線索時，可能帶來「免於受到限制的自由」(freedom form constraints)和「免於負責任的自由」(freedom from responsibility)的影響，容易批評和詆毀他人，例如你知道對方是長輩，因此所傳的訊息就受拘束，而變得不敢亂講話。

### 去個人化效果社會認同模式(Social identity model of deindividuation effects)
此模式於90年代由利爾和史皮爾斯兩位學者提出，乃以社會心理學中社會認同理論為基礎發展之一。
該模式牽扯到兩個概念社會認同和去個人化：
- 社會認同(social identity)不單限於個人的行為模式，還是個人與團體之間的社會價值觀的判斷
- 去個人化(deindividuation)個人受到團體的影響，自己的意識被團體與目標之認同所取代，導致自己的意識與團體愈來愈疏遠，而集中在團體的行為，逐漸與團體表現出一致的想法。

### 社會影響途徑(Social impact pathway)
該理論認為缺乏非語文線索、頻寬小的媒介在情感或社會的頻寬也會變小。

### 社會影響理論(social influence theory)

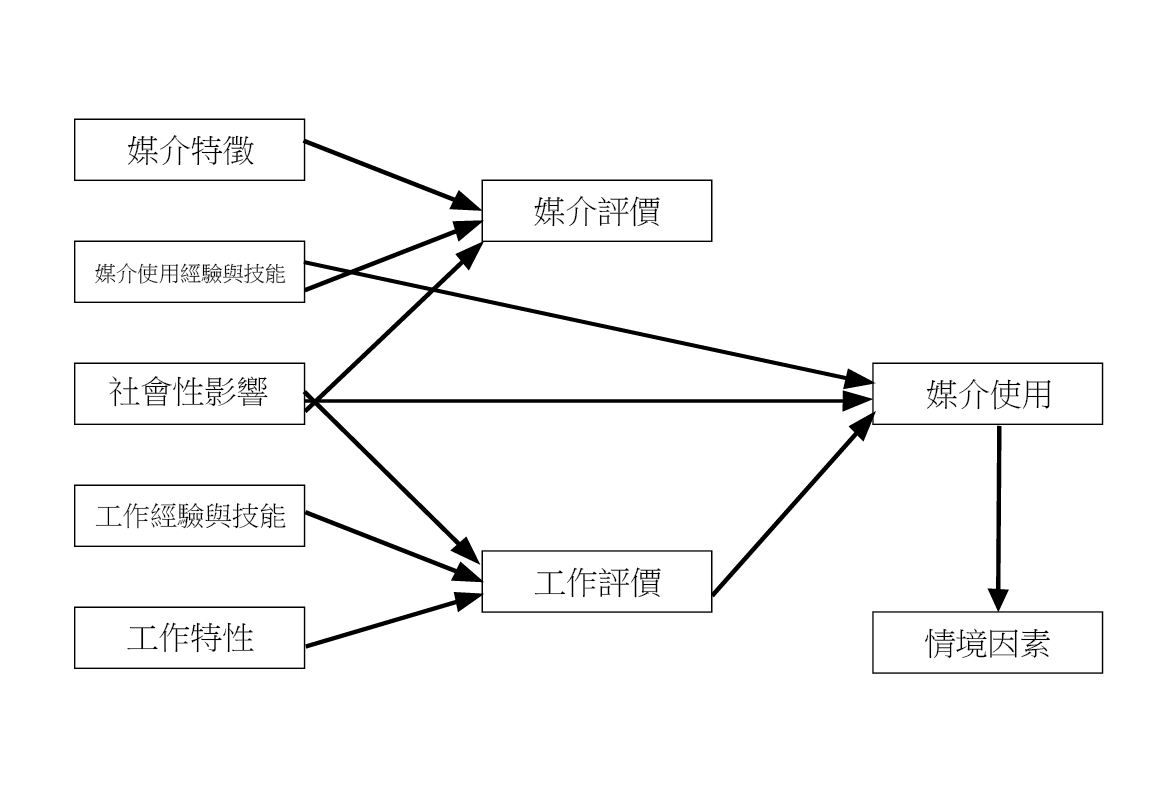
社會影響模式之個因素間的關係

該理論認為人們對於各種媒介的看法與使用型態是受到社會因素的影響，富勒柯等學者(Fulk，Steinfield，Schmitz，and Power，19897)運用社會影響理論針對組織內員工使用電子郵件的行為與態度進行研究。他們提到六項相關因素會影響個人在組織內的媒介使用行為。
- 媒介特徵
- 媒介使用經驗與技能
- 社會性影響
- 工作經驗與技能
- 工作特性
- 情境因素

### 調適性結構行動理論(adaptive structuation theory)
(Giddens，1984)紀登斯的結構行動主要探討行動者(人)和組織兩者間的結構特性在交互影響下對於社會結構產生變化的過程，指當行動者在社會系統互動時，可以透過不同的模式在生產規則和資源，因而穩定社會系統，對人們形成制約力量，但行動者也可能改變原有的規則和資源分配情形，這稱之為「行動者的能動力量」並強調團體的互動過程決定科技所產生的效果，但是組織或團體並不會被動的接受科技，而是會為特定目標主動調適科技的運作，而使用者對於科技的認知並不直接由科技的特性決定，而是透過團體的選用過程影響傳播過程導致決策的結果。

### 電子親密關係理論(electronic propinquity theory)
該理論主要的概念是心理上的親密感覺，並主張透過電腦中介傳播也可以產生如面對面溝通的的親密感覺，影響親密關係的因素包括：
- 頻寬：媒介頻寬越大，親密感越高
- 立即回饋：回饋速度越快，親密感越高
- 工作的複雜度：複雜度越低，親密感越高
- 溝通技巧：溝通技巧越好，親密感越高
- 溝通規則：溝通規則越少，親密感越高
- 溝通管道的數量：溝通管道數量越多，親密感越高

雖然依據媒介豐富度理論，如過要達到親密關係最好是使用面對面傳播，但是文獻也指出，某些情況下，使用電腦中介傳播也能達到正面的效果和滿意度，電子親密關係理論就是解釋這種落差。

### 頻道擴展理論(channel expansion theory)
頻道擴展理論強調人們的經驗會決定其對電腦中介傳播的偏好和豐富度的評估，這也和媒介豐富度相左，理論假設當個人使用某個特定的媒介的資歷越長經驗越豐富，該媒體的豐富度評價也就越高。

### 社會資訊處理模式(social information processing model)
社會資訊處理模式(social information processing approach)最早由Salancik與Pfeffer所提出，該理論強調社會本身所建構的主觀模式，將影響人們對於資訊的需求滿足與使用態度，而電腦仲介傳播的溝通模式亦能發展人際關系，只要有人際之間的互動，就會產生社會聚合的驅動力，縱使非語文線索的電腦仲介傳播情境下亦可尋求其他方式來彌補線索不足(例如使用情緒符號、交換照片)。

### 超人際互動模式(hyperpersonal model)
Walther提出了超人際互動模式是如何用電腦中介傳播建立線上印象與關係，超人際互動的因素包括:傳播者選擇性自我呈現，接收者過度歸因，非同步的溝通管道和回饋．茲分述如下：
- (傳播者):在面對面的情況中，人們會花時間和精力來維持自我形象並吸引別人的注意，已獲得別人的讚賞，這種發展最佳印象的能力和選擇性會在電腦中介傳播的環境中更容易展現及提升，傳播者在線索受到限制的情況下，尤其是缺乏身體外貌等相關資訊會選用對於自己有利的資訊加以編排與建構，以獲得好印象
- (接收者):接收者因對方傳送過來的線索不足，而會運用團體認同或想像以填補線索的空缺，如此將容易忽略對方的負面屬性，建構完美評價，此種過度歸因(overattribution)的過程往往會讓雙方在進行到面對面溝通時(比如約出來見面)會產生很大的落差
- (回饋):在心理學門「增強迴圈」(intensification loop)便可說明這樣的效果，即互動雙方在一開始互動時就有些許好感的話，好感便會隨著時間軸的拉長進而增強(walther，1996)但具有社交焦慮傾向的人在網路上的人際關係越滿意，反而促使期線下的社交行為越退縮(Caplan，2003)

## 比較與評價
電腦中介傳播和傳統面對面溝通、文字溝通及透過電話溝通有很大的不同，電腦網路的出現，不僅改變了人類的思考模式，也顛覆了傳統的溝通型態。
電腦中介傳播具有隔離性、匿名性、自主性、便利性、互動性、即時性、虛擬性、私人性、超文本、多媒體、同步與非同步、分眾化及無國界等特性，這些特性是電腦中介傳播與傳統人際溝通不同的重要關鍵，也是造成其與傳統的溝通模式不同最主要的原因。
電腦中介傳播亦發展出不同於傳統溝通的語言模式，由於其已成為日常生活的一部份，人們平常使用慣了，到了正式書寫如考試時，亦不自覺將這些縮寫的符號（如注音文）用上，始有識者感嘆年輕一代的國文程度越來越差，然而，從另一方面來看，我們也可以說，虛擬生活漸漸滲透到真實世界。
因為線上溝通是非面對面溝通，人與人之間的互動往往透過文字、影像或聲音，雖然影音與視訊的發達，使得人們可以在線上立即看到對方樣子或聽到對方的聲音，但是，由於不是真實面對面的關係，我們對於對方的身高、體重、長相、行為、穿著打扮甚至聲音，完全是透過電腦網路而感覺到的，大多數的時候我們是透過文字或圖形來了解對方，而非影像或聲音，不需肢體上的接觸或暗示，也有較長時間可以思考應對，因此缺乏情境線索；在網路隔離又連結的特性下，利用網路進行溝通與直接面對面溝通有很大的不同，網路的匿名和化名的特性使得人們得以展現不同的自我；此外，網路超越了時間、空間與地理環境的限制，讓人們得以在線上進行即時同步的互動、亦可以非同步的互動，並以一對一、一對多、多對多的方式進行溝通。
然而，網路溝通的這些特性是否會阻礙新身分的形成和新社會互動的形式，對此亦有兩種看法：
- 認為電腦中介傳播與人們形成親密關係的特質相反，此觀點將網路視為虛擬而非真實的，是一種真實事物貧乏的替代品，在網路上由於身分與性別可以自由選擇，故操弄與欺騙成為常態，在網路上無法形成有意義友誼的來源，並阻礙了真實關係的建立和維持；
- 視網路為一個社會互動的媒體，認為社交是一個把任務導向的電腦中介傳播綁在一起的重要黏著劑，藉由新聞群組、心理支持群組、聊天室、泥巴、電子郵件等等，顯示電腦中介傳播具有很大的社交功能。

此外，網路聊天室和即時通訊(如MSN Messenger、奇摩Messenger、Skype、RC語音、LINE)的持續成長，顯示電腦網路的社交功能越來越受人們所重視。根據越來越多的現象顯示，網路的社交性已經越來越顯著了。而所謂科技是中性的，至於怎麼運用，端看個人，在網路上，可以呈現更真實的自己，也可以扮演另一種角色，端看如何去詮釋與運用。 